# Place Hamilius
Der Place Hamilius, meist verkürzend nur Hamilius oder auch Place Émile Hamilius genannt, ist ein zentraler öffentlicher Platz in der Stadt Luxemburg. Er gilt als einer der wichtigen Plätze der Stadt und wurde nach dem langjährigen Bürgermeister der Stadt, Émile Hamilius benannt.

## Lage und Funktion
Der Platz wird im Westen von der Verlängerung der Adolphe-Brücke, dem Boulevard Royal, im Süden von der Avenue Monterey und im Osten von der Rue Aldringen begrenzt. Im Norden bildete bis zum Abriss das 33 Meter hohe, 9-stöckige Hochhaus Centre Émile Hamilius seinen Abschluss. Im Osten bestimmt das monumentale Postgebäude von dem Architekten Sosthène Weis das Gepräge, im Süden befindet sich seit 1967 ein sechsstöckiges Haupt-Verwaltungsgebäude der BNP-Paribas-Bank, für die sich die Architekten René Mailliet und Pierre Reuter verantwortlich zeigen. Im Westen stehen zwei weitere Bankgebäude an der Boulevard Royal: An der Straßenecke zur Avenue Monterey die Kredietbank S.A. Luxembourgeoise, nördlich davon die La Luxembourgoise.
Diese Gestaltung des Platzes wurde 1974 von der Stadtverwaltung beschlossen, die die Architekten René Schmit, André Hagen und Jean Ewert mit der Gestaltung beauftragten. Das zuvor dort seit 1881 beheimatete Aldrenger Schoul-Gebäude wurde abgerissen. Die Bauweise sämtlicher Gebäude ist in Stein ausgeführt, das dem Charakter der Stadt entspricht.
Vor dem Centre Aldringen (Stadtverwaltungsgebäude) stand die Nana-Statue La Grande Tempérance (Femme Bleue, die blaue Frau) von Niki de Saint-Phalle, die Mitte November 2013 wegen anstehender großer Umbaumaßnahmen demontiert wurde. 2019 wurde die Skulptur unweit am Platz „Um Piquet“ aufgestellt. Heute ist sie im Park der Villa Vauban zu sehen.

## Ehemaliger Busbahnhof
Der Place Hamilius wurde von fast allen städtischen Buslinien (AVL) und vielen Überlandlinien (RGTR) bedient, die ihn in 3×2 Fahrspuren diagonal kreuzten und hier im Zentrum des Platzes ihre Haltestelle hatten. Motorisierter Individualverkehr war auf dem Platz deshalb nicht zugelassen.

## Ehemalige Unterführung/Parkhaus
Bis in das Jahr 2015 existierte eine Fußgängerunterführung unter dem gesamten Platz und dem angrenzenden Boulevard Royal mit integrierter Ladenpassage für sieben kleine Geschäfte. Diese Unterführung verband verschiedene Treppen, die ein gefahrloses Kreuzen der Haupt-Verkehrsachsen ermöglichte.
Diese Ladenpassage war jedoch nur in den ersten Jahren nach Inbetriebnahme frequentiert; die Läden verwaisten nach und nach und die Passage diente zuletzt nur noch als Zugang zum darunterliegenden Parkhaus Aldringen.
Seit Beginn der 1980er Jahre hatte sich hier zunächst die Hip-Hop-Szene mit ihren Breakdancern etabliert; später gefolgt von der Drogenszene inklusive Randerscheinungen wie stark erhöhte Kleinkriminalität.
Mitte Oktober 2012 wurden verschiedene Künstler eingeladen, die kargen Betonwände zu gestalten. Diese Aktion war Teil des Projekts „Galerie d’Art Urbain provisoire“, das die zunehmende Ghettoisierung verhindern helfen sollte, bevor der bereits für 2015 beschlossene Abriss der Ladenpassage und des Hamilius-Centers durchgeführt werden sollte.

## Umbauphase 2015
2015 begannen umfangreiche Umbaumaßnahmen des Platzes, die ihn nach Plänen des britischen Architekten Norman Foster  attraktiver machen sollen.
Die umliegenden Gebäude wurden bis Ende 2015 abgerissen, und es entstand ein großer neuer Komplex mit einem Department Store, Supermarkt, Wohnungen, Restaurant, Büroflächen und zusätzlichen Autostellplätzen.
Im Juni 2015 ist der Busbahnhof an die Ränder des Boulevard Royal verlegt worden und am Place Hamilius wurde stattdessen eine große Tram-Haltestelle für die Linie T1 der Stater Tram gebaut.

## Bildergalerie

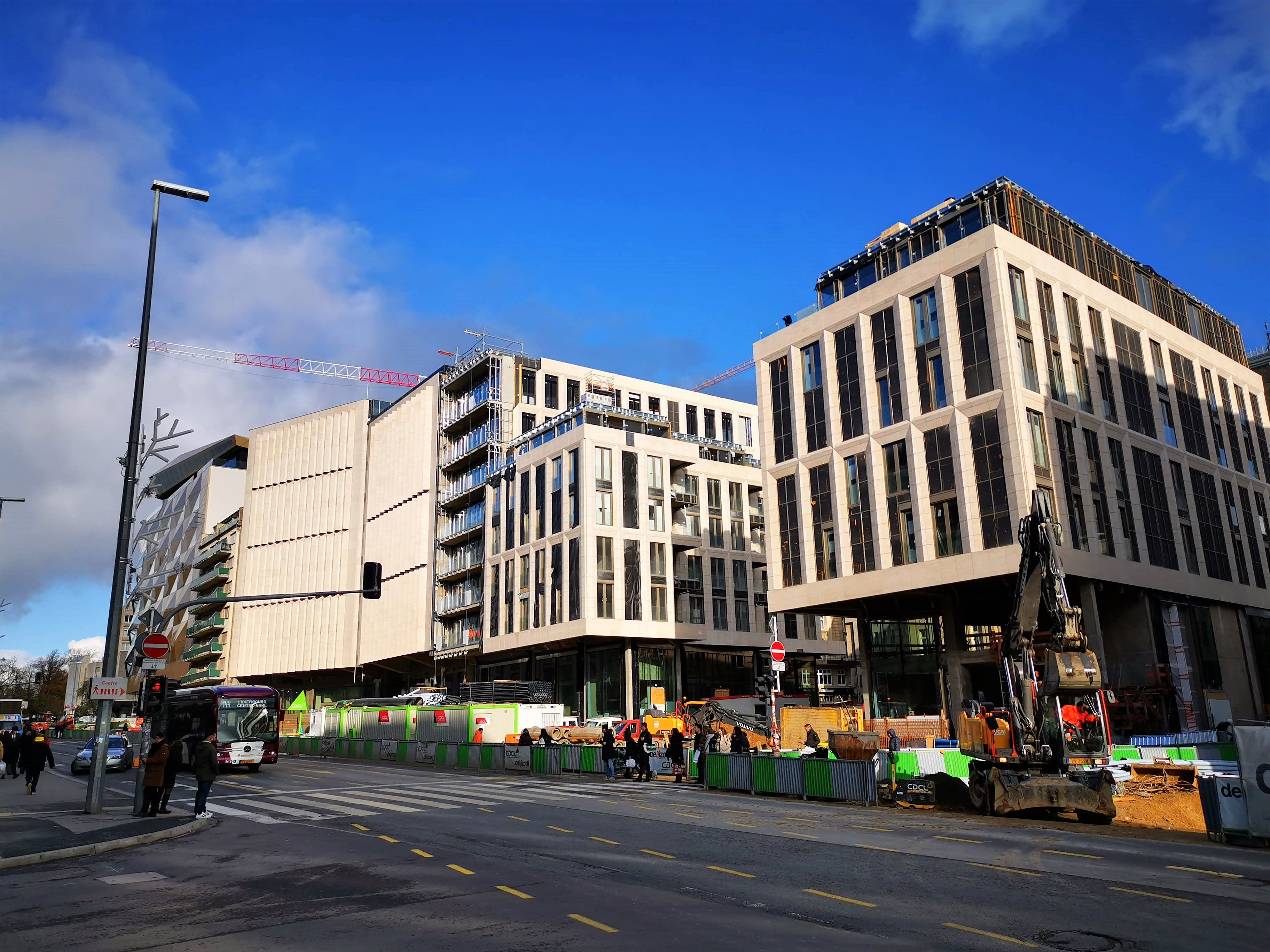
Das neue Royal Hamilius
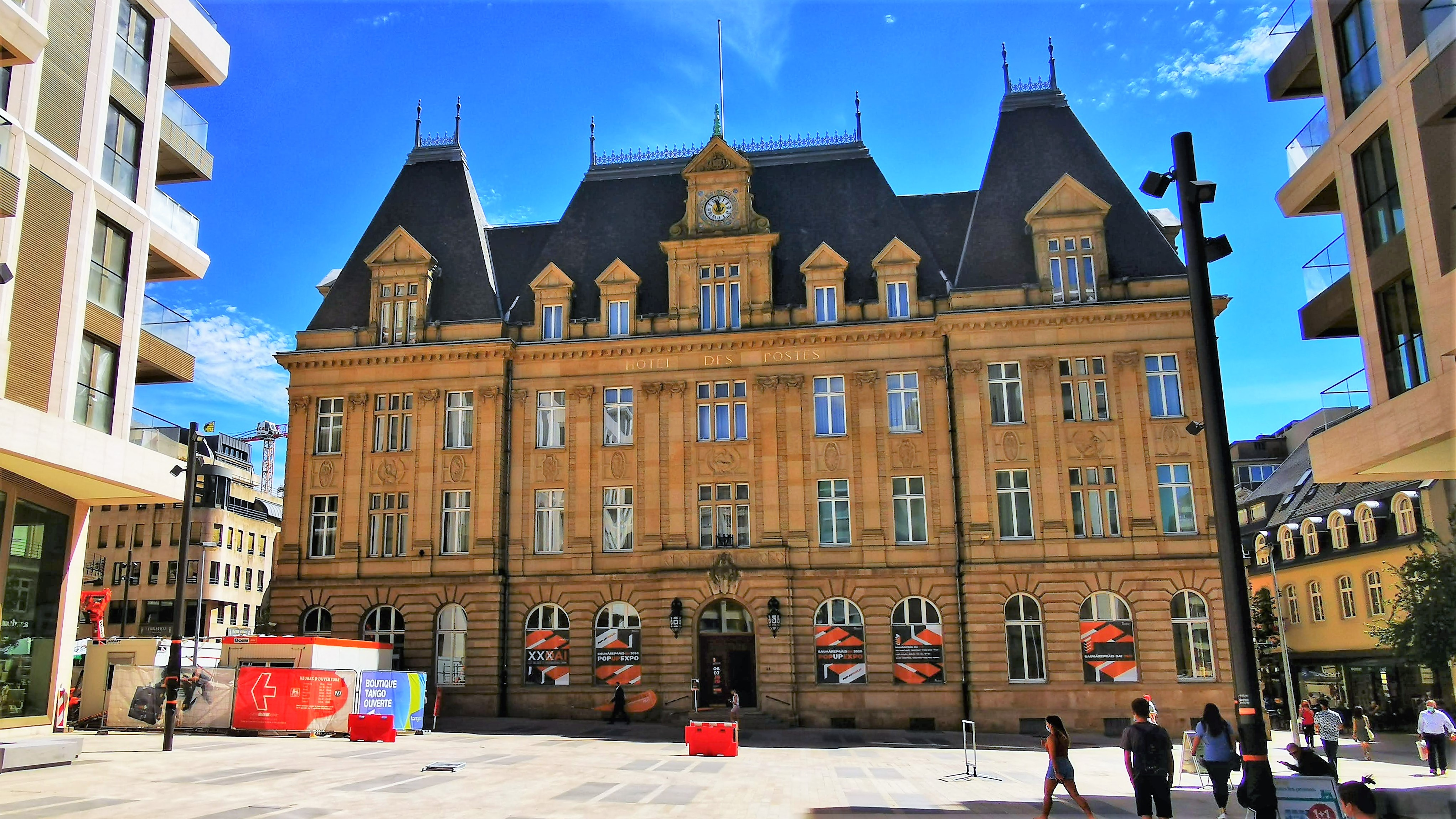
Ehemalige Hauptpost (denkmalgeschütztes Gebäude) am Hamilius
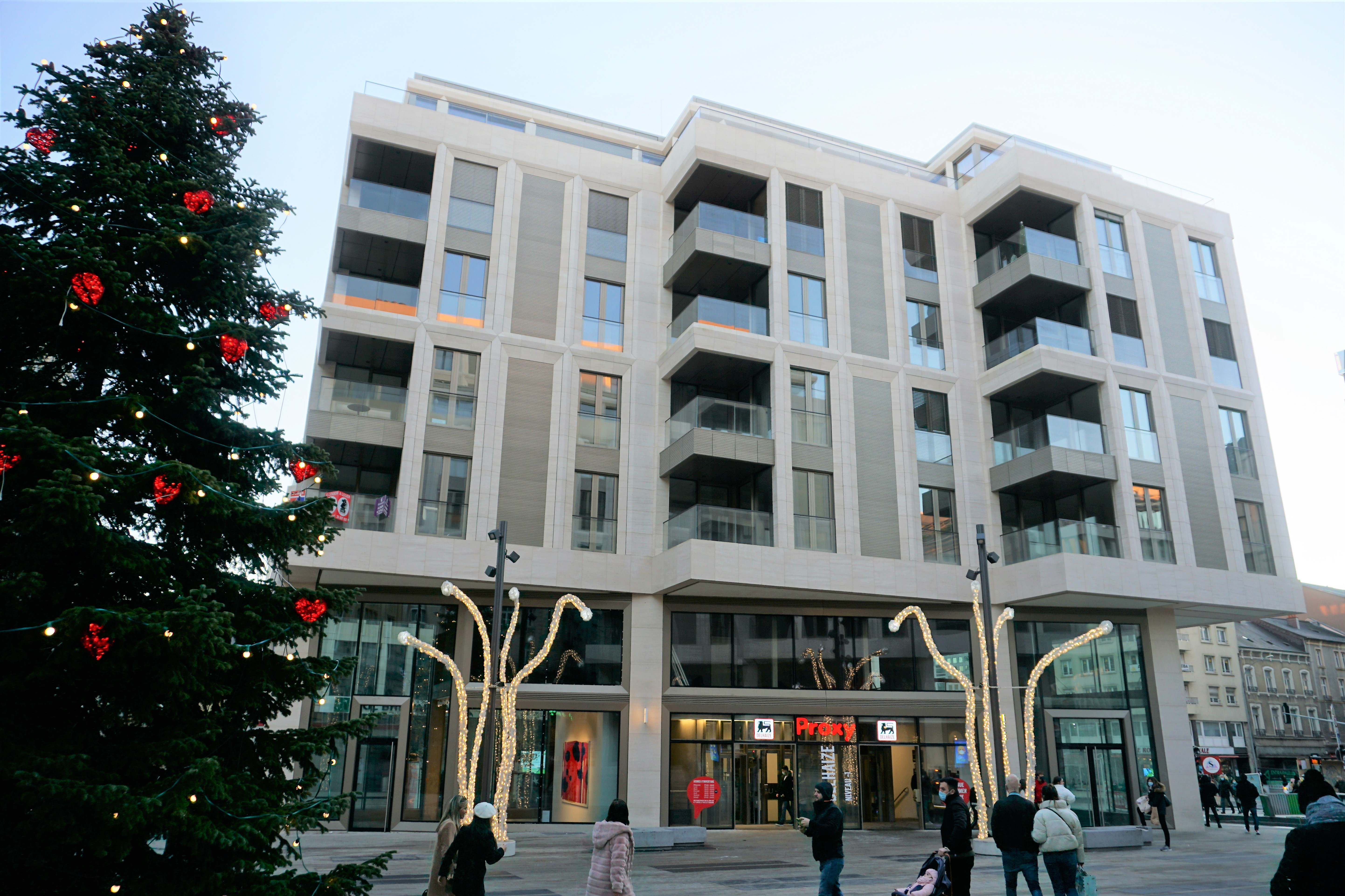
Neubau am neuen Place Hamilius
Ehemaliges Centre Aldringen (heute abgerissen; jahrelang Stadtverwaltung)
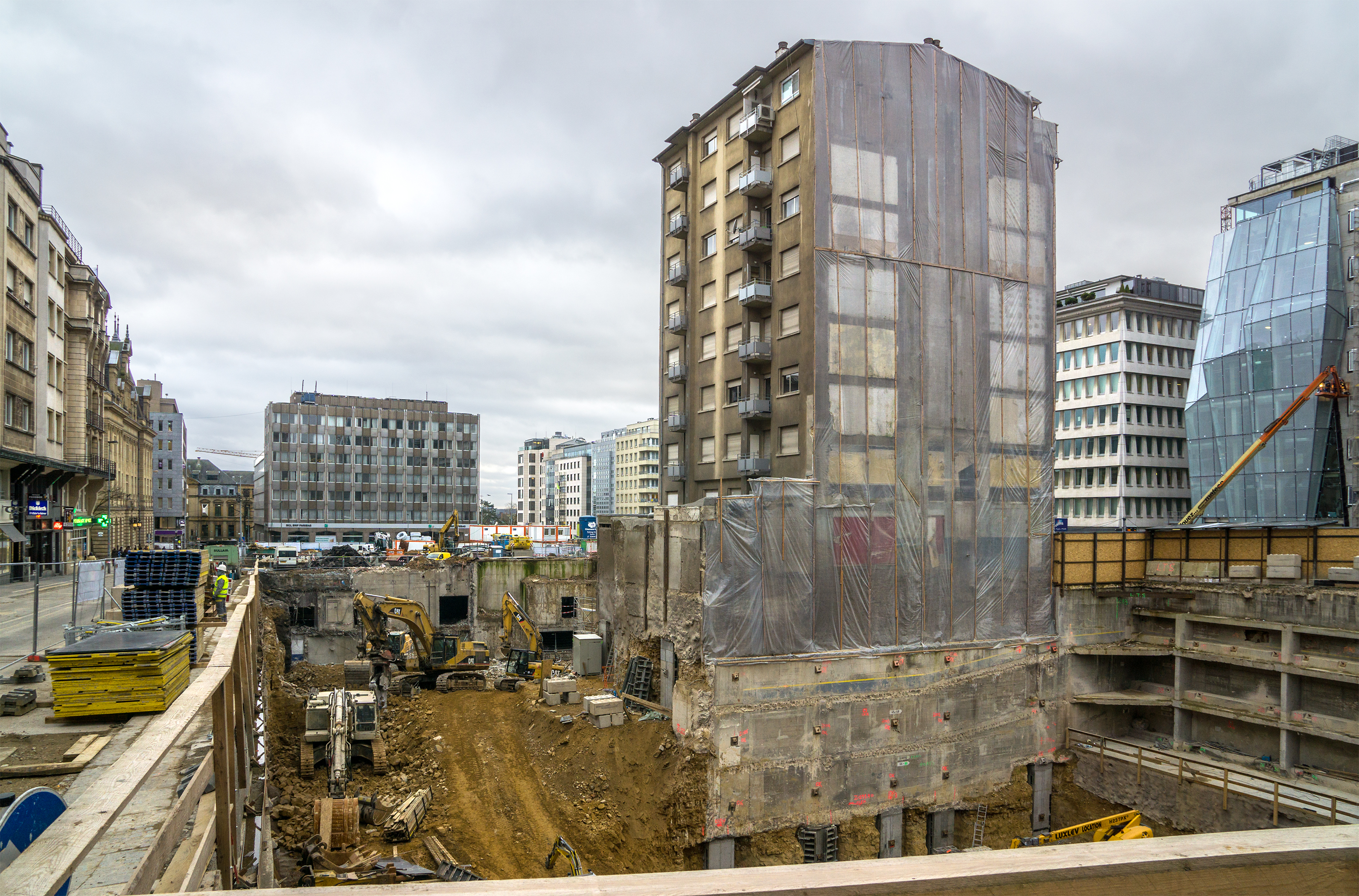
Kraterlandschaft während der Umbauphase